# Mary Kornman
Mary Kornman (Idaho Falls, 27 dicembre 1915 – Glendale, 1º giugno 1973) è stata un'attrice cinematografica statunitense, nota per essere stata come attrice bambina, tra il 1923 il 1926, una delle piccole protagoniste della serie Simpatiche canaglie.

## Biografia

### Simpatiche canaglie
Mary Kornman era figlia di Gene Kornman, il fotografo scelto dal produttore Hal Roach per i suoi film. Dopo Peggy Cartwright, Mary iniziò a interpretare il ruolo di monella nella serie Simpatiche canaglie, assieme ad altri bambini. Man mano che interpretava ciascun episodio, diventava sempre più brava e costituì una figura chiave della serie; la piccola attrice, dal 1923 al 1926, ne interpretò oltre quaranta episodi. In seguito, apparve ancora in Our Gang in qualche cameo insieme a Mickey Daniels, con il quale mantenne un rapporto amichevole anche fuori dal set.

### Dopo la serie
La sua carriera cinematografica raggiunse il culmine quando compì i 20 anni; continuò a partecipare alla serie Our Gang e a fare la modella in manifesti pubblicitari, ottenendo piccole parti in qualche film. Nel 1934 si sposò con il cameraman Leo Tover, dal quale divorzierà cinque anni più tardi per poi risposarsi con Ralph McCutcheon, un domatore di cavalli.
Negli anni trenta continuò a partecipare ad alcuni film tra cui Un sentiero nel deserto (1935), con un giovane John Wayne.

### Ultimi anni e morte
Mary Kornman morì di cancro il 1º giugno del 1973, all'età di 57 anni, assistita dal marito. L'attrice si era ritirata dal mondo del cinema alla fine del 1940 per dedicarsi alla famiglia e ai cavalli. Il marito morirà due anni più tardi e verrà sepolto accanto a lei nel cimitero di Linn Grove in Colorado.

## Riconoscimenti
- Young Hollywood Hall of Fame (1920's)

## Filmografia parziale

### Attrice bambina, cinema muto (1923-26)
- Simpatiche canaglie (1923-26)
  - 1. The Champeen (1923)
  - 2. The Cobbler (1923)
  - 3. The Big Show (1923)
  - 4. A Pleasant Journey (1923)
  - 5. Dogs of War (1923)
  - 6. Lodge Night (1923)
  - 7. July Days (1923)
  - 8. No Noise (1923)
  - 9. Stage Fright (1923)
  - 10. Derby Day (1923)
  - 11. Tire Trouble (1924)
  - 12. Big Business (1924)
  - 13. The Buccaneers (1924)
  - 14. Seein′ Things (1924)
  - 15. Commencement Day (1924)
  - 16. Cradle Robbers (1924)
  - 17. Jubilo, Jr. (1924)
  - 18. It's A Bear (1924)
  - 19. High Society (1924)
  - 20. The Sun Down Limited (1924)
  - 21. Every Man for Himself (1924)
  - 22. Fast Company (1924)
  - 23. The Big Town (1925)
  - 24. Circus Fever (1925)
  - 25. Dog Days (1925)
  - 26. The Love Bug, regia di Robert F. McGowan (1925)
  - 27. Shootin' Injuns (1925)
  - 28. Ask Grandma (1925)
  - 29. Official Officers (1925)
  - 30. Boys Will Be Joys (1925)
  - 31. Mary, Queen of Tots (1925)
  - 32. Your Own Back Yard (1925)
  - 33. Better Movies (1925)
  - 34. One Wild Ride (1925)
  - 35. Good Cheer (1926)
  - 36. Buried Treasure (1926)
  - 37. Monkey Business (1926)
  - 38. Baby Clothes (1926)
  - 39. Uncle Tom's Uncle (1926)
  - 40. Thundering Fleas (1926)
  - 41. Shivering Spooks (1926)
  - 42. The Fourth Alarm (1926)

### Attrice, cinema sonoro (1930-40)
- The Boy Friends (1930-32)
  - Doctor′s Orders (1930) - cortometraggio
  - Bigger and Better (1930) - cortometraggio
  - Ladies Last (1930) - cortometraggio
  - Blood and Thunder (1931) - cortometraggio
  - High Gear (1931) - cortometraggio
  - Love Fever (1931) - cortometraggio
  - Air-Tight (1931) - cortometraggio
  - Call a Cop! (1931) - cortometraggio
  - Mama Loves Papa (1931) - cortometraggio
  - The Kick-Off! (1931) - cortometraggio
  - Love Pains (1932) - cortometraggio
  - The Knock-Out (1932) - cortometraggio
  - Too Many Women (1932) - cortometraggio
  - Wild Babies (1932) - cortometraggio

- Fish Hooky (1933) - cortometraggio
- Anime alla deriva (Bondage), regia di Alfred Santell (1933) - non accreditata
- College Humor (1933)
- Neighbors' Wives (1933)
- Please (1933) - cortometraggio
- Just an Echo (1934) - cortometraggio
- Smokey Smith (1935)
- Un sentiero nel deserto (The Desert Trail), regia di Lewis D. Collins (1935)
- The Calling of Dan Matthews (1935)
- Queen of the Jungle (1935)
- Reunion in Rhythm (1937) - cortometraggio
- Swing It Professor (1937)
- Youth on Parole (1937)
- King of the Newsboys (1938)
- I Am a Criminal (1938)
- On the Spot (1940)